# Kondensatormikrofon

Schematischer Aufbau eines Kondensatormikrofons (NF-Schaltung, ohne Impedanzwandler)

Ein Kondensatormikrofon (englisch condenser microphone, capacitor microphone) ist ein elektroakustischer Wandler, der Schall in ein entsprechendes elektrisches Signal wandelt.
Das Mikrofon nutzt die durch Abstandsänderungen zwischen der (beweglichen) Membran und der Gegenelektrode
hervorgerufenen Kapazitätsänderungen, um je nach Ausführung Schalldruck oder Schallschnelle in ein elektrisches Signal umzuwandeln.

## Mechanischer Aufbau und Wirkungsprinzip

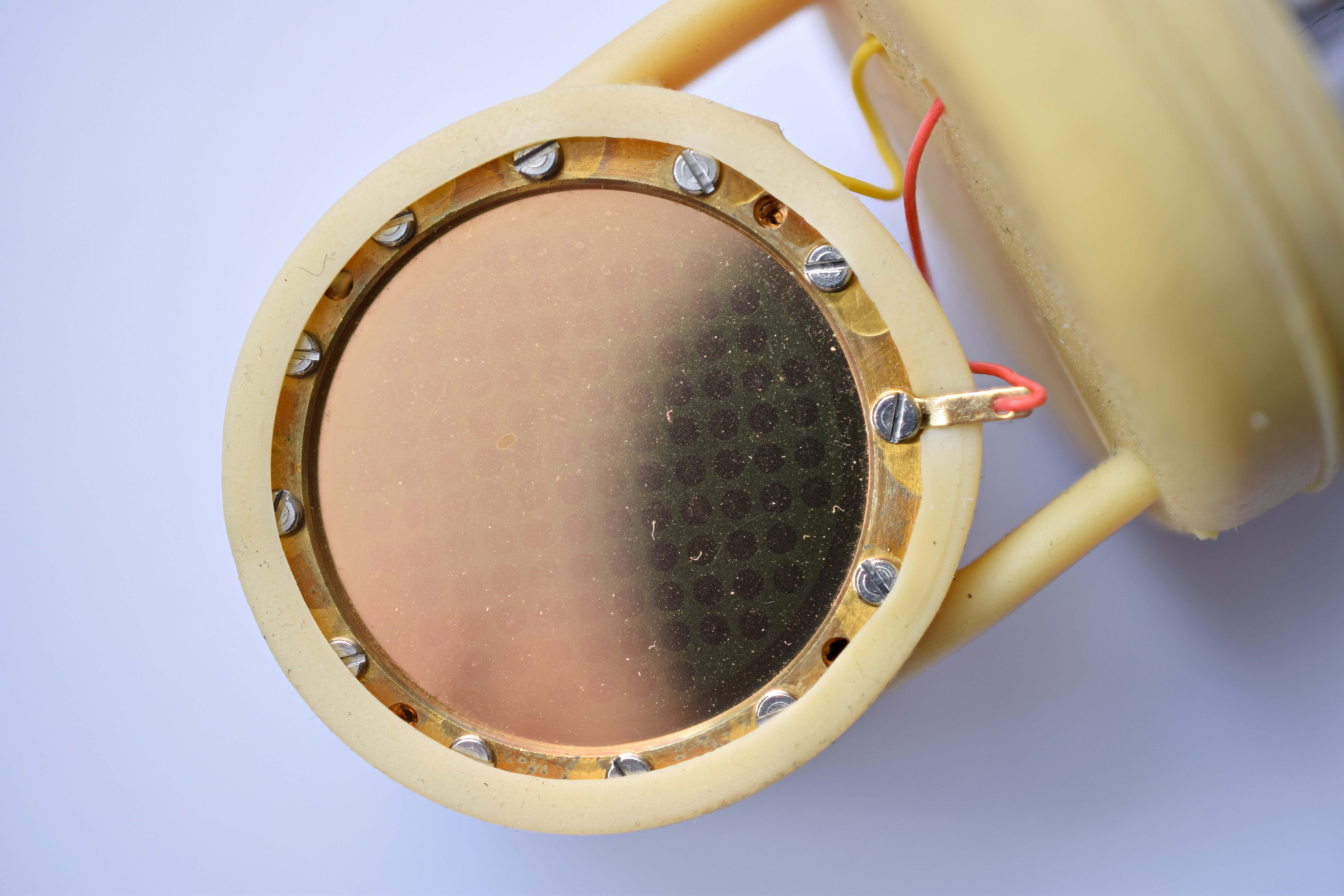
Membran eines Røde NT1-A-Mikrofons

Beim Kondensatormikrofon ist eine wenige Mikrometer dünne, elektrisch leitfähige Membran dicht vor einer – aus akustischen Gründen oft gelochten – Metallplatte elektrisch isoliert angebracht. Technisch betrachtet ist diese Anordnung ein Plattenkondensator mit Luft-Dielektrikum, der eine elektrische Kapazität C von 4 pF (1⁄8″-Kapsel) bis max. 100 pF (1″-Kapsel) besitzt. Diese ist abhängig von der Plattenfläche A und dem Abstand d der Kondensatorplatten.
Auftreffender Schall bringt die Membran zum Schwingen, wodurch sich der Abstand d zwischen Membran und Gegenelektrode und damit auch die Kapazität des Kondensators verändert.

## Akustische Eigenschaften
Da die Membranauslenkung und nicht die Membrangeschwindigkeit zum Signal führt, ist das Kondensatormikrofon technisch betrachtet ein Elongationsempfänger. Die sehr geringe Masse der Membran ermöglicht eine besonders präzise Abbildung des Schalls, was bei diesem Mikrofontyp in einem guten Impulsverhalten sowie in sehr guten Höhen resultiert.
Kondensatormikrofone sind sowohl als Druckmikrofon als auch als Druckgradientenmikrofon erhältlich. Sie kommen in den verschiedensten Erscheinungsformen vor, da mit diesem Begriff nur das Wandlerprinzip bezeichnet wird. Der Begriff hat sich aber im Umgang als Mikrofon-Klasse etabliert, da klangliche Eigenschaften mit dem Prinzip der Wandlung eng verknüpft sind.
Manche Kondensatormikrofone erlauben es, die Richtcharakteristik elektronisch zu ändern. Ermöglicht wird das durch die Kombination zweier Druckgradientenmikrofone zu einem Doppelmembranmikrofon. Die Membranen stehen dabei „Rücken an Rücken“, mit gemeinsamer Gegenelektrode in der Mitte; das Ausgangssignal wird als Summe beider Einzelsignale gebildet. Jedes Einzelsystem für sich hat die Richtcharakteristik Niere. Durch Änderung der Polarisationsspannungen ergeben sich für das Gesamtsystem unterschiedliche Richtwirkungen. Man kann auch beide Signale getrennt abnehmen und die Richtcharakteristik beim Mischen nachträglich ändern.
Aktueller Stand der Technik ist die Verwendung von Mikrofon-Arrays mit digitalem Beamforming, um Umgebungsstörungen zu reduzieren. Verwendung findet dies in Smartphones, Headsets und Notebooks.

## Elektrische Schaltungen
Zur Auswertung der Kapazitätsänderung gibt es zwei Möglichkeiten:

### Niederfrequenz-Schaltung

A: Fläche der Membran, d: Abstand zwischen Membran und Gegenelektrode, ε: Permittivität, C = ε · A ∕ d

Um diese Kapazitätsschwankungen in ein elektrisches Spannungssignal umzuwandeln, wird der Kondensator bei der Niederfrequenzschaltung über einen hochohmigen Widerstand mit einer Vorspannung aufgeladen. Diese Vorspannung wird auch Polarisationsspannung genannt. Der Widerstand bildet mit der Kapazität der Kondensatorfolie ein RC-Glied. Dessen Zeitkonstante muss hinreichend hoch gewählt werden, so dass sich die Ladung während der Dauer einer Periode des tiefsten Tons, den das Mikrofon aufnehmen soll, nicht nennenswert ändert. Je nach Kapazität der Mikrofonkapsel und unterer Grenzfrequenz ergibt sich ein Widerstand im Bereich von hundert Megaohm bis einigen Gigaohm.
Ein Mikrofonverstärker (Impedanzwandler) passt direkt im Mikrofon die Impedanz für die Signalübertragung (Kabel) an. Die Signalspannung {\displaystyle \Delta U} wird dabei in dieser ersten (Strom-)Verstärkerstufe nicht verändert.
{\displaystyle U={\frac {Q}{C}}={\frac {Q\cdot d}{\varepsilon _{0}\cdot A}}}
mit
U – Spannung am Kondensator
Q – im Kondensator gespeicherte Ladung (für kurze Zeiträume als konstant angenommen)
C – Elektrische Kapazität der Kapsel
d – Abstand von Membran und Gegenelektrode
{\displaystyle \varepsilon _{0}} – Elektrische Feldkonstante
A – Feldwirksame Fläche zwischen Membran und Gegenelektrode
Die Signalspannung {\displaystyle \Delta U} am Ausgang ist die Differenz zwischen der Spannung am Kondensator und der Vorspannung aus der Spannungsversorgung.
Sie hängt linear vom Folienabstand {\displaystyle d} bzw. dessen Änderung {\displaystyle \Delta d} ab. Bei großem Schalldruck kann es dennoch zu Verzerrungen kommen, da die Rückstellkraft der Membran nichtlinear ist und die Membran nicht linear zum Schalldruck ausgelenkt wird, und da die am Rand eingespannte Membran nicht parallel ausgelenkt wird, sondern sich wölbt. Abhilfe bietet ein größerer Folienabstand, der jedoch bei gleicher Fläche zu einer geringeren Signalspannung führt. Die Signalspannung kann durch Erhöhen der Vorspannung vergrößert werden.
Um elektromagnetische Einstreuungen im Mikrofonkabel auszuschließen, wird oft noch eine Signalsymmetrierung durch einen Übertrager oder durch eine elektrische Symmetrierstufe mit Transistoren vorgenommen.
Eine dem NF-Kondensatormikrofon nah verwandte Bauart ist das Elektret-Kondensatormikrofon. Hier ist die Kondensatorladung in einer Beschichtung mit Elektretfolie „eingefroren“; eine Kapselvorspannung wird nicht benötigt. Dennoch braucht auch dieses Mikrofon einen Impedanzwandler und für diesen eine Spannungsversorgung.

### Hochfrequenz-Schaltung
In einem Kondensatormikrofon in Hochfrequenzschaltung bildet die Kapazität der Mikrofonkapsel zusammen mit einer kleinen Spule einen Schwingkreis, dessen Resonanzfrequenz von den Kapazitätsänderungen der Kapsel verändert wird. Betrieben als Oszillator oder Phasenschieber gibt der Schwingkreis ein frequenzmoduliertes oder phasenverschobenes Signal mit Mittenfrequenzen zwischen 7,68 und 27 MHz ab, das unmittelbar im Mikrofon demoduliert wird. Dabei können Frequenzmodulation, Phasenmodulation und Amplitudenmodulation zur Anwendung kommen.
HF-Kondensatormikrofone benötigen gegenüber der NF-Bauweise eine umfangreichere Elektronik (untergebracht in einem oder zwei ICs), sind aber in folgenden Aspekten überlegen:
- geringeres Rauschen, insbesondere im tieffrequenten Bereich unterhalb von 3 kHz (kein 1/f-Rauschen), erreichbar sind 5…10 dB(A) gegenüber 15…20 dB(A),
- unempfindlich gegenüber elektrischen NF-Einstreuungen, da die Mikrofonkapsel keine NF-Signale benutzt,
- elektrisch symmetrischer Ausgang ohne NF-Ausgangstransformator trotz elektrischer Asymmetrie der Mikrofonkapsel, geringe Koppelkapazität zwischen Kapsel und Leitung, sehr hohe CMRR,
- Frequenzgang bis 0 Hz möglich (kein Hochpass durch Kapselkapazität und Widerstand der Kapsel/Speisungswiderstand), üblich sind aber zuschaltbare Hochpassfilter,
- Empfindlichkeit ist unabhängig von Luftfeuchtigkeit und Temperatur (da mit einigen hundert Ohm Impedanz niederohmig im Arbeitsbereich, im Gegensatz zu hunderten Megaohm im Tieftonbereich),
- keine Kapselvorspannung erforderlich, Stromversorgung nur für die Elektronik auch mit weniger als 48 V Phantomspeisung möglich[4][5] und
- keine elektrostatische Kraftwirkung auf die Membran (kein Kollapsspannungs-Problem)[6].

Das erste Kondensatormikrofon in HF-Schaltung wurde 1923 mit einer Doppeltriode gebaut, allerdings gewannen diese erst mit der aufkommenden Transistortechnik in den 1960er Jahren an Bedeutung, die sich heutzutage in ICs befinden.
HinweisDer Begriff "Hochfrequenz" (engl. radio frequency oder RF) wird nicht nur für die Detektion der Kapazitätsänderungen der Mikrofon-Kapsel, sondern wird auch für die drahtlose Übertragung des Mikrofonsignals verwendet. Dort kommen aber höhere Frequenzen oberhalb von 400 MHz zum Einsatz.

## Spannungsversorgung
Kondensatormikrofone benötigen immer eine Spannungsversorgung, da immer ein eingebauter Impedanzwandler (Mikrofonverstärker) erforderlich ist. Nicht-Elektret-Mikrofone benötigen zudem eine Polarisationsspannung zwischen den Kondensatorplatten.
Für die Versorgung des Mikrofonvorverstärkers gibt es folgende Möglichkeiten:

### Tonaderspeisung
Hauptartikel: Tonaderspeisung
Bei Tonaderspeisung liegt zwischen beiden Signalleitungen, die Mikrofon mit dem Mischpult verbinden, die Betriebs-Gleichspannung von üblicherweise 12 V an. Die Tonaderspeisung verursacht Störungen anderer dafür nicht vorgesehener (zum Beispiel dynamischer) Mikrofone und ist daher heute nur noch selten im Einsatz.
Neben Tonaderspeisung wird häufig der Begriff Plug-In-Power verwendet. Dabei handelt es sich um eine hochohmige Tonaderspeisung mit 2,7 V bis 5 V, die den Betrieb von Elektret-Mikrofonen mit eingebautem FET ohne eigene Spannungsversorgung ermöglicht.
Die Gleichspannung muss sowohl am Mikrofon wie am Mischpult vom eigentlichen Tonsignal abgetrennt werden.

### Phantomspeisung
Hauptartikel: Phantomspeisung
Bei Phantomspeisung liegt die Betriebs-Gleichspannung zwischen Schirm und Signalleitungen, die Mikrofon mit dem Mischpult verbinden, an. Zwischen den Signalleitungen liegt keine Versorgungsspannung an. Gegenüber der Tonaderspeisung ist eine dritte Verbindung notwendig, sie ist daher für asymmetrische Verbindungen ohne zusätzlichen Schirm nicht verwendbar. Der Unterschied zur Tonaderspeisung besteht darin, dass ein Betriebsspannungs-Pol die beiden Signalleitungen der symmetrischen Signalübertragung benutzt, der andere benutzt die Masse (den Schirm). Üblich sind 48 V, seltener (historisch) 24 V und 12 V, als Behelf bei einfachen Geräten auch 15 V. Andere am Mischpult symmetrisch angeschlossenen Mikrofone (zum Beispiel dynamische Mikrofone) funktionieren auch dann, wenn die Phantomspannung nicht abgeschaltet wird.
Einige Mikrofone transformieren die Phantomspeisungsspannung mittels DC-DC-Wandlern auf Spannungen bis zu 120 V, um die Empfindlichkeit zu steigern und unabhängig von der konkreten Höhe der Phantomspeisungsspannung zu sein.
Bei unsymmetrischer Signalübertragung (zum Beispiel an einem Klinken-Mikrofoneingang) liegt oft an der Signalleitung über einen Vorwiderstand ebenfalls eine kleine Speisespannung an, die nur von Elektretmikrofonen benötigt wird. Andere Mikrofone schließen die Spannung (gefahrlos) kurz.

### Batteriespeisung
Neben einer externen Speisung besteht die Möglichkeit, dass das Mikrofon sich durch eine interne Batterie selbstversorgt.
Bei Elektret-Mikrofonen kommt hierfür meist eine 1,5-V-Batterie für den Impedanzwandler zum Einsatz.
Bei klassischen Kondensator-Mikrofonen muss sowohl der Impedanzwandler versorgt wie auch die Polarisationsspannung bereitgestellt werden, so dass Batterien höherer Spannung zum Einsatz kommen, wie z. B. 9 V, 12 V oder 22,5 V (2x im Neumann U87). Häufig lassen sich Geräte mit Batteriespeisung auch auf Phantomspeisung umschalten.

### Externe Phantomspeisung
Benötigt das Mikrofon eine Phantomspeisung, das Aufnahmegerät stellt diese aber nicht zur Verfügung, besteht die Möglichkeit, zwischen beide eine externe Phantomspeisung (oder Tonaderspeisung) zu schalten, die selbst wiederum netz- oder batteriebetrieben sein kann. Diese Geräte können neben der Bereitstellung der Speisespannung auch weitere Impedanzwandler und Verstärker für das Tonsignal enthalten.

### Netzanschluss

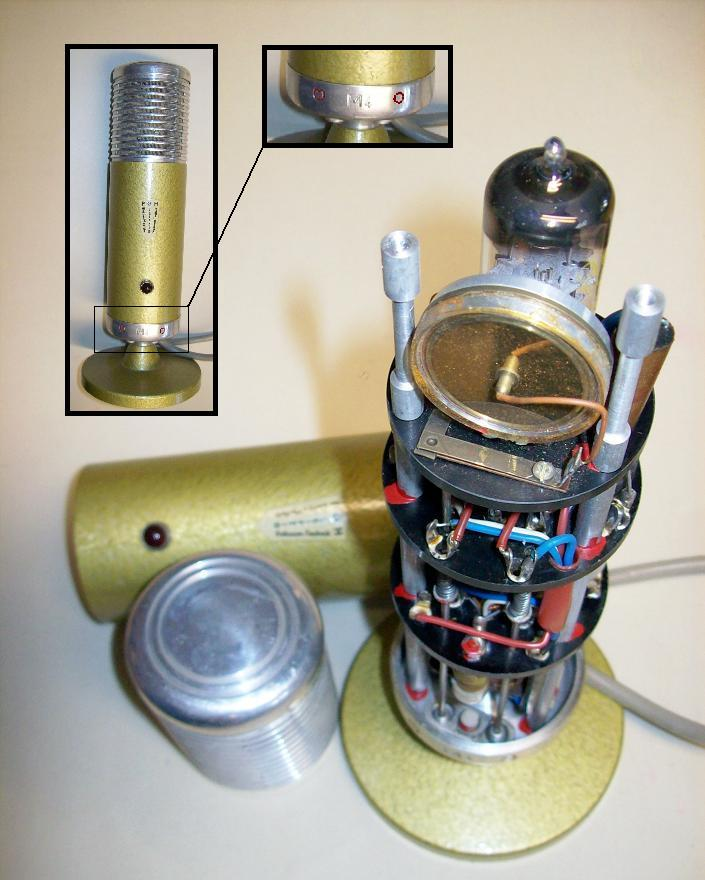
Thiele M4 PGH mit Doppeltriode ECC83 als Kathodenfolger, ohne Ausgangsübertrager, Umschaltung zwischen Niere und Kugel möglich

Ältere Kondensatormikrofone mit Röhren-Vorverstärker (siehe Bild) benötigen neben dem Signalkabel zusätzlich einen Netzanschluss. Signalspannung(en) und Netzspannung laufen dabei über ein gemeinsames, mehrpoliges Kabel. Ein Netzteil im Mikrofongehäuse versorgt den Heizkreis der Röhre und erzeugt die Anoden- und Vorspannung des Röhrenverstärkers. Da Netzverbindung besteht, sind diese Mikrofone bei Fehlfunktion nicht ganz ungefährlich.

## Klein- und Großmembran-Kondensatormikrofon

### Kleinmembran-Mikrofon
Als Kleinmembranmikrofon gelten nach branchenüblicher Bezeichnung all jene Mikrofone, deren Mikrofonkapsel einen Membrandurchmesser von weniger als 1″ (25,4 mm) aufweisen. Typisch bei Kondensatormikrofonen sind Durchmesser von 1⁄2″ (12,7 mm) und 1⁄4″ (6,35 mm).
Gegenüber größeren Membranen ist das Übertragungsmaß geringer, weil die dem Schallfeld ausgesetzte Fläche kleiner ist. Eine nachgeschaltete Verstärkung wiederum erhöht das Rauschen. Mit aktueller Verstärkertechnik spielt dieser Nachteil jedoch in der Praxis keine Rolle mehr.
Die akustischen Vorteile eines kleinen Kapseldurchmessers liegen im Bereich höherer Frequenzen. Unterhalb einer Wellenlänge, die dem doppelten Membrandurchmesser entspricht, ergeben sich aus Interferenzen besondere Effekte wie Partialschwingungen und eine komplexe Richtwirkung. Die Wellenlänge des Luftschalls bei 10 kHz beträgt etwa 34 mm, so dass eine 1⁄2-Zoll-Membran bis zu dieser Frequenz einen gleichförmigen Verlauf der Empfindlichkeit in Abhängigkeit vom Schalleinfallswinkel aufweisen kann. Zudem wird das Schallfeld von der üblicherweise kleinen Bauform dieser Mikrofone nur geringfügig gestört, was beispielsweise bei Stereo-Mikrofonanordnungen mit zwei oder mehr Mikrofonen vorteilhaft ist.
Wegen ihrer klanglichen Neutralität werden Kleinmembranmikrofone bevorzugt bei Musikproduktionen und Übertragungen mit Anspruch auf klangliche Authentizität eingesetzt.

### Großmembran-Mikrofon

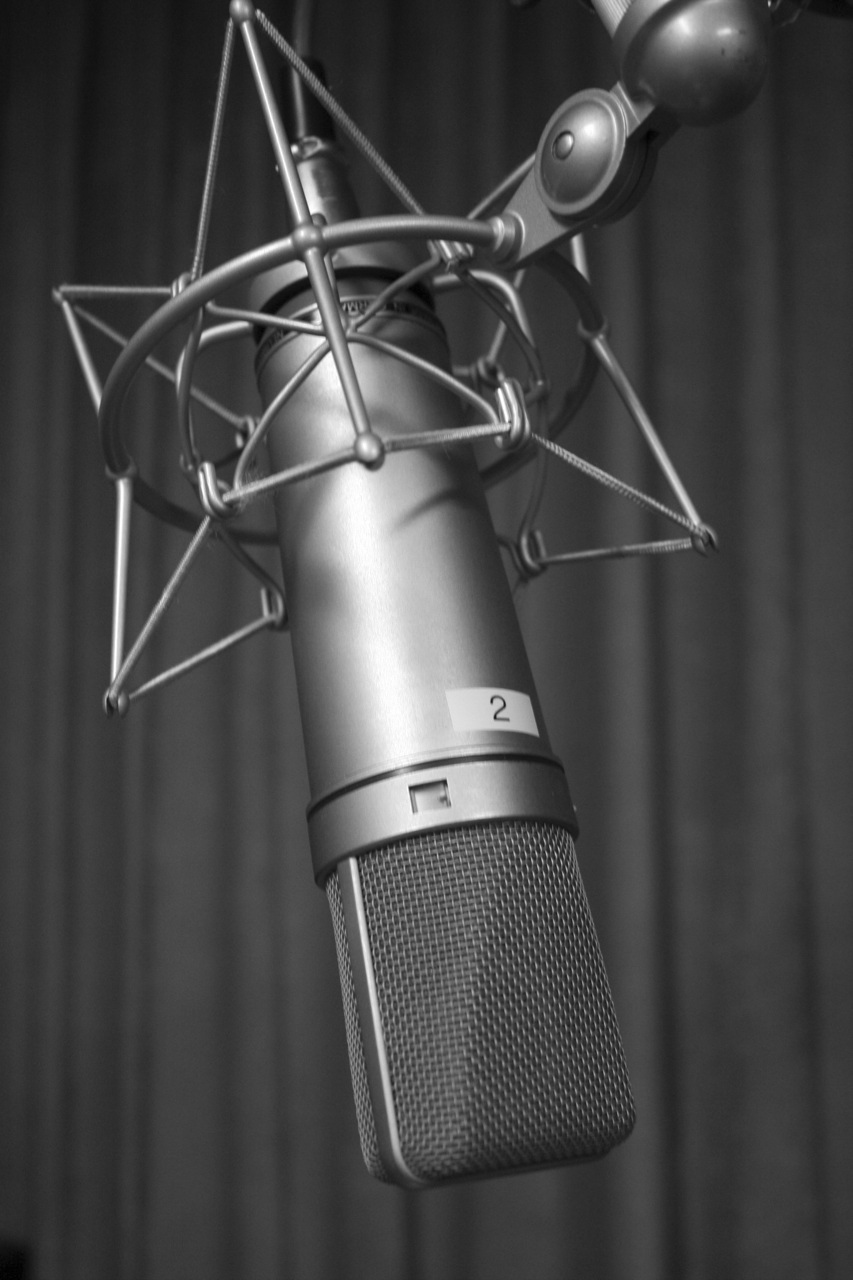
Neumann-Großmembran-Kondensator-Mikrofon U87 mit Mikrofonspinne

Als Großmembranmikrofon bezeichnet man Kapseln ab 1 Zoll (etwa 25 mm) Membrandurchmesser. In der Praxis werden schon Membranen mit 0,85 Zoll (knapp 22 mm) als Großmembran geführt.
Obwohl die Baugröße oftmals als Qualitätsmerkmal dargestellt wird, sind Großmembranen nicht in jeder Hinsicht Kleinmembranen überlegen. Vielmehr besitzen sie einen eigenen, oft subjektiv als „warm“ umschriebenen Klangcharakter, der ihren Anwendungsbereich bestimmt:
- Eine größere Kapsel weist für höhere Frequenzen (kleinere Wellenlängen) einen richtungsabhängigen Amplitudenfrequenzgang auf, weil verstärkt Interferenzen auftreten.
- Großmembranmikrofone stellen im Schallfeld einen relativ großen Störkörper dar, der die Schallausbreitung in unmittelbarer Umgebung des Mikrofons wesentlich beeinflusst – noch verstärkt durch das üblicherweise großvolumige Gehäuse dieser Mikrofone.

Zusammen mit dem Nahbesprechungseffekt bieten Großmembranen aufgrund dieser akustischen Gegebenheiten spezielle Gestaltungsmöglichkeiten schon bei der Aufnahme, die durch eine nachfolgende Bearbeitung nicht in diesem Umfang nachgebildet werden können.

### Vergleich zwischen Klein- und Großmembran-Mikrofonen
|                     | Membrangröße | Membrangröße |
| klein               | groß         |              |
| ------------------- | ------------ | ------------ |
| Eigenrauschen       | höher        | geringer     |
| Empfindlichkeit     | geringer     | höher        |
| Pegelfestigkeit     | höher        | geringer     |
| obere Grenzfrequenz | höher        | niedriger    |
| Schallfeldeinfluss  | geringer     | größer       |
| Dynamik             | höher(?)     | geringer(?)  |